# Вальехо, Борис
Борис Валье́хо (исп. Boris Vallejo; род. 8 января 1941 года в Лиме, Перу) — американский художник перуанского происхождения, работающий преимущественно в жанрах фэнтези и эротики. Среди его работ есть обложки книг, музыкальных альбомов, кинопостеры и календари на тему фэнтези. Основными темами его картин являются фэнтезийные сюжеты, где герои сражаются с монстрами; часто мужские и женские персонажи обнажены и имеют ярко выраженную мускулатуру, держат в руках мечи и другое оружие.
Женат на художнице и соавторе Джули Белл.

## Биография
Борис Вальехо родился 8 января 1941 года в Лиме, Перу. Начал рисовать в 1954 году, когда ему было 13 лет. Уже в свои 16 лет, в 1957 году, начал работать в качестве иллюстратора. Борис учился в Национальной высшей школе изящных искусств в городе Лима, на пятилетнюю стипендию и был награжден призовой медалью. Когда Вальехо исполнилось 23 года, он переехал в США, где быстро прославился своими иллюстрациями к книгам о Тарзане, Конане и Докторе Сэвидже, которые часто издавались в мягкой обложке и продавались большими тиражами. Популярность его работ привела к заказам на постеры к фильмам, рекламные иллюстрации и художественные работы для различных коллекционных предметов, включая атрибутику монетного двора Франклина, коллекционные карточки и скульптуры.

## Личная жизнь
Вальехо женат на художнице Джулии Белл, чей художественный стиль очень схож со стилем Вальехо. У него двое детей от предыдущего брака с художницей и писателем Дорис Вальехо, а также двое пасынков. Его сын, Дориан Вальехо, также рисует в жанре фэнтези, но сейчас работает портретистом. Его дочь, Майа Вальехо — профессиональный фотограф. Его пасынки, Энтони Палумбо и Дэвид Палумбо, оба художники и работают для галерей изобразительного искусства, а также в качестве иллюстраторов в жанре научной фантастики/фэнтези.

## Стиль
Вальехо известен в первую очередь как автор обложек к книгам в жанре фэнтези. Его картины отличаются обилием обнаженной натуры, как мужской, так и женской. При этом, натурщицей часто выступает жена Бориса, художница Джули Белл, а сам он служит натурщиком для её картин.

Дело в том, что я сам занимаюсь бодибилдингом с шестнадцати лет. По-моему, нет ничего удивительного в том, что мне интересно изображать людей с красивыми и сильными телами. Обнаженное тело — это естественно. А если бы не было секса, то никого из нас бы просто не существовало.

«Одним из самых выразительных приёмов живописи Бориса Вальехо является создаваемая им иллюзия пространственности, усиливающая реалистичность героев его картин.» Вальехо очень редко рисует с натуры, чаще всего он использует фотографии натурщиков. «Герои Вальехо — скорее, нереальные существа, но одной из причин, по которым они выглядят убедительно, является ощущение, что их изображения появились благодаря тщательному наблюдению художника за реальным миром.»
Мне нравится голова монстра. Я по-настоящему восхищаюсь его экспрессией, его уродством, чётко вырисованными венами и цветовой гаммой. Я почти слышу его рычание. Меня это изображение захватывает. Я не обдумываю такие детали долгое время, большинство из них я изображаю инстинктивно, в тот момент, когда работаю. Например, когда я работаю над изображением монстра, его открытым ртом, я начинаю, как я уже сказал, почти слышать его рычание. Когда я рисую вены на его голове, я чувствую текстуру его кожи, которая покрывает их. Но об этом я не думал, когда начинал этот рисунок.
Работы Бориса Вальехо часто сравнивают с картинами Фрэнка Фразетты из-за схожего стиля обоих авторов и того, что оба художника даже рисовали одних и тех же персонажей.

## Творчество
До того как обратиться к героическому фэнтези, Борис работал практически во всех жанрах иллюстрации. Интерес к изображению человеческого тела возник в его творчестве благодаря увлечению бодибилдингом.
Вальехо создал постеры для множества фильмов в жанре фэнтези и приключений, таких как «Барбарелла» (1968), «Рыцари на колёсах» (1981), «Кью» (1982) и «Королева варваров» (1985). Он также создавал постеры для комедий, среди которых можно выделить «Каникулы» (1983), «Европейские каникулы» (1985) и «Команда Фастфуд» (2007), в соавторстве со своей женой Джулией.
На протяжении нескольких лет Вальехо вместе с Джулией Белл представляет свои работы в ежегодном календаре.

## Критика
Откровенность работ Бориса стяжала ему как многочисленных поклонников, так и немало критиков. Например, Анджей Сапковский писал в своем эссе «Нет золота в Серых Горах»:

Издатель целит в так называемого ЯРОГО. А так называемый ЯРЫЙ желает на обложку Бориса Вальехо, это он хочет полуголые задницы и бюсты, что готовы выкатиться из бронированного лифчика. ЯРЫЙ не ищет в фэнтези смысла, ведь смысл прямо таки обязан возопить, что в ажурных доспехах в бой никто не ходит, ибо в таких доспехах не только сражаться опасно, в таких доспехах невозможно даже продираться сквозь заросли крапивы.

## Книги
- The Fantastic Art of Boris Vallejo (1980)
- Mirage (1982, reprinted 1996 and 2001)
- Fantasy Art Techniques (1985)
- Ladies (1992)
- Dreams: The Art of Boris Vallejo (1999)
- Titans: The Heroic Visions of Boris Vallejo and Julie Bell (2000)
- Sketchbook (2001)
- Twin Visions (2002)
- Fantasy Workshop: A Practical Guide (with Julie Bell) (2003)
- Boris Vallejo and Julie Bell: The Ultimate Collection (2005)
- The Fabulous Women of Boris Vallejo and Julie Bell (2006)
- Imaginistix (2006)